# Гомельский областной драматический театр
Гомельский областной драматический театр (белор. Гомельскі абласны драматычны тэатр) — драматический театр в Гомеле Беларуси.
Работает с 1954 года. Зал театра рассчитан на 488 зрителей. Средняя заполняемость 75 %.

## История
В 1939—1941 и 1945—1946 годах основан Гомельский областной русский драматический театр. В 1946 году из-за отсутствия помещения он был переведён в Могилёв и превращен в Могилёвский областной русский драматический театр (расформирован в 1949-м). Во второй раз театр в Гомеле был создан в 1954 году (как Гомельский областной драматический театр). В 1999 году театру присвоено звание «Заслуженный коллектив Республики Беларусь». На базе театра раз в три года проходит Международный фестиваль театрального искусства «Славянские театральные встречи». Гастрольная деятельность охватывает в основном Белоруссию и Брянскую область России.

## Здание
Здание театра открылось в 1956 году (проект 1941 года, архитектор А. Тарасенко, консультант И. В. Жолтовский). Прямоугольный в плане объём имеет симметричную композицию. По главной оси расположен центральный вход, вестибюльная группа помещений, зрительный зал партерно-ярусного типа на 800 мест, развитая сценическая коробка. На главном фасаде шестиколонный портик с фронтоном, богато декорированный скульптурой, многочисленными элементами классической архитектуры (сложнопрофилированный карниз, тяги, пояски, лепные установки). Колоннам коринфского ордера соответствуют пилястры по периметру здания. Интерьеры основных помещений отделаны лепниной. Реконструирован в 2004—2005 годах. Выполнен капитальный ремонт системы отопления здания, крыльца и фасадов, заменён микшерный пульт.

## Музей
В 1998 году был создан музей Заслуженного коллектива Республики Беларусь Гомельского областного драматического театра. Музей был создан по инициативе заслуженного деятеля культуры Республики Беларусь Валентины Георгиевны Роговской и заслуженной артистки БССР, народной артистки Республики Беларусь Нины Алексеевны Корнеевой.
В музее размещена информация об истории театра, актёрах работающих в разное время в театре, о гастрольных поездках, наградах, юбилеях, а также раритетные костюмы. Музей постоянно пополняется интересными материалами.

## Награды
- Почётная грамота Совета Министров Республики Беларусь (4 ноября 2019 года) — за многолетнюю творческую деятельность, значительный вклад в развитие национальной культуры[2].
- Приз «Лучший спектакль» за постановку «Маленькие трагедии. Пушкин» на ХV фестивале «Славянские театральные встречи» (Гомель, 2023)[3]